# John Rayner Edmands

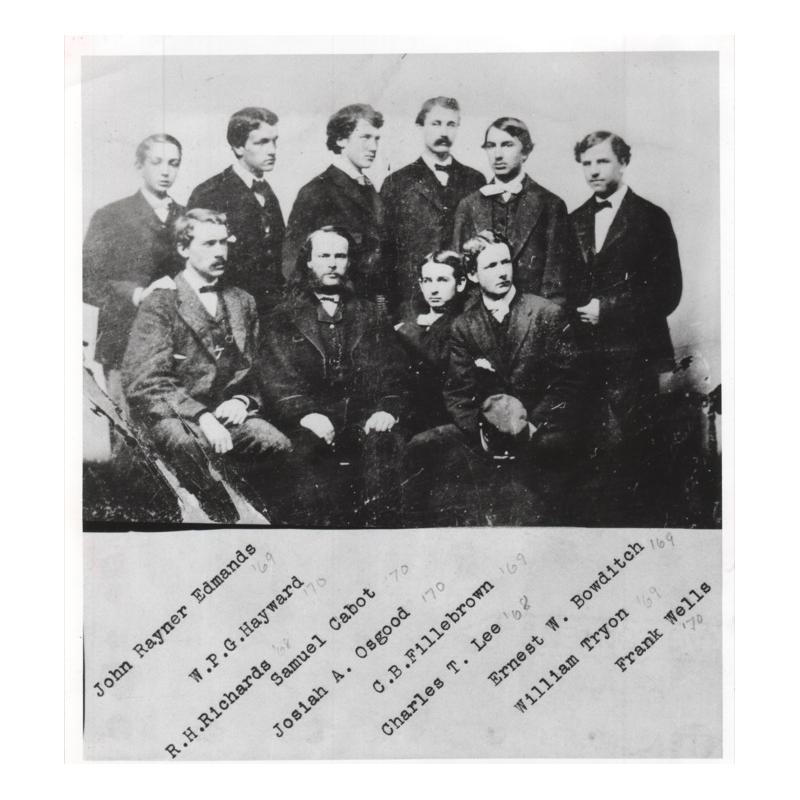
Absolventen des MIT 1869/1870, John Rayner Edmands hinten links

John Rayner Edmands (* 18. Februar 1850 in Boston, Massachusetts; † 27. März 1910 in Baltimore, Maryland) war ein US-amerikanischer Astronom, Bibliothekar und Bergwanderer.

## Leben
Edmands gehörte zu den ersten Studenten am Massachusetts Institute of Technology (Abschluss 1869) und arbeitete zunächst als Bauingenieur, dann als Geodät und schließlich für das Harvard-College-Observatorium, seit 1883 als Bibliothekar.
In seiner Freizeit verbrachte Edmands viel Zeit in den White Mountains von New Hampshire, wo er sich um die Anlage von Wanderwegen, Schutzhütten und Markierungspunkten verdient machte. Bekannt ist besonders sein Edmands Path auf den Mount Eisenhower. Edmands gehörte zu den Gründern des Appalachian Mountain Club.
1880 wurde er in die American Academy of Arts and Sciences gewählt.
Seit 1885 war Edmands mit Helen Louisa Atkins (* 1857) verheiratet, die bereits 1888 bei der Geburt der gemeinsamen Tochter starb. John Rayner Edmands starb 1910 im Johns Hopkins Hospital in Baltimore an den Folgen eines Schlaganfalls. Sein Grab befindet sich auf dem Mount Auburn Cemetery.